# Grace Evelyn Pickford
Pour les articles homonymes, voir Pickford.
Grace Evelyn Pickford, née le 24 mars 1902 à Bournemouth et morte le 20 janvier 1986 à Ohio, est une biologiste et une ichtyologiste américaine d’origine britannique.

## Biographie
Elle est la fille d’Evelyn Flower et de William May Pickford. Grace Evelyn Pickford étudie au Newnham College à Cambridge où elle étudie l’histoire naturelle de 1921 à 1925. Pickford part en Afrique du Sud où elle travaille avec George Evelyn Hutchinson (1903-1991) en limnologie. Les deux chercheurs se marient mais divorcent quelques années après. Elle part étudier à l’université Yale où elle obtient son doctorat en 1931. Elle travaille dans le département de biologie de cette université, d’abord comme chercheuse invitée (1931-1933), conférencière (1957-1959), professeur associé (1959-1969), professeur (1969-1970) et enfin professeur émérite (1970). En outre, elle enseigne à l’Albertus Magnus College (Connecticut).
Pickford étudie l’endocrinologie des poissons mais aussi les oligochètes, la biologie des céphalopodes. Elle utilise les riches collections du Muséum d'histoire naturelle Peabody de Yale pour étudier la taxinomie des céphalopodes. Elle participe à une expédition océanographique en 1951 dans la région indo-malaisienne à bord du navire danois Galathea.
Gilbert Lincoln Voss (1918-1989) lui dédie un genre de céphalopode, Pickfordiateuthis, en 1953.
L'IPNI lui attribue une abréviation en botanique, pour des travaux en phycologie, mais plus de précision.

## Source
- Marilyn Ogilvie et Joy Harvey (2000). The Biographical Dictionary of Women in Science. Pioneering Lives from Ancient Times to the Mid-20th Century, Routledge (New York) : xxxviii + xxvii + 1499 p.  (ISBN 0-415-92038-8)

Pickford est l’abréviation botanique standard de Grace Evelyn Pickford.
Consulter la liste des abréviations d'auteur en botanique ou la liste des plantes assignées à cet auteur par l'IPNI, la liste des champignons assignés par MycoBank, la liste des algues assignées par l'AlgaeBase et la liste des fossiles assignés à cet auteur par l'IFPNI.
1. ↑  « http://library.hiram.edu/index.php/finding-aids/personal-papers-finding-aids/1329-the-grace-e-pickford-collection » (consulté le 5 décembre 2017)